# Pleasant Grove (Maryland)
Pleasant Grove es un lugar designado por el censo ubicado en el condado de Allegany en el estado estadounidense de Maryland. En el Censo de 2010 tenía una población de 353 habitantes y una densidad poblacional de 86,26 personas por km².

## Geografía
Pleasant Grove se encuentra ubicado en las coordenadas 39°40′49″N 78°41′25″O / 39.68028, -78.69028. Según la Oficina del Censo de los Estados Unidos, Pleasant Grove tiene una superficie total de 4.09 km², de la cual 4.09 km² corresponden a tierra firme y (0%) 0 km² es agua.

## Demografía
Según el censo de 2010, había 353 personas residiendo en Pleasant Grove. La densidad de población era de 86,26 hab./km². De los 353 habitantes, Pleasant Grove estaba compuesto por el 98.58% blancos, el 0% eran afroamericanos, el 0.28% eran amerindios, el 0% eran asiáticos, el 0.28% eran isleños del Pacífico, el 0% eran de otras razas y el 0.85% pertenecían a dos o más razas. Del total de la población el 0.28% eran hispanos o latinos de cualquier raza.